# In Times New Roman
In Times New Roman ist das achte Studioalbum von Queens of the Stone Age, das am 16. Juni 2023 durch das US-amerikanische Musiklabel Matador Records veröffentlicht wurde. Angekündigt wurde das Album am 11. Mai mit einem auf YouTube und Facebook veröffentlichten Video, das unter dem Titel „Glory to Rome!“ eine römische Orgienszene zeigt.

## Aufnahmen und Veröffentlichung
Am 11. Mai 2023 startete die Band die Werbung für das neue Album auf ihrer Website.
Das Lied Emotion Sickness ist zeitgleich die erste Auskoppelung, die auf YouTube als Audioversion mit dem Plattencover veröffentlicht wurde.
Das Album wurde von Queens of the Stone Age produziert und von Mark Rankin gemischt. Das Artwork und die Doppel-LP-Gatefold-Verpackung wurden von dem langjährigen Mitarbeiter Boneface entworfen. In Times New Roman... ist seit dem 16. Juni 2023 auf allen digitalen Plattformen sowie auf Vinyl und CD erhältlich.

## Titelliste
1. Obscenery
2. Paper Machete
3. Negative Space
4. Time & Place
5. Made to Parade
6. Carnavoyeur
7. What the Peephole Say
8. Sicily
9. Emotion Sickness
10. Straight Jacket Fitting